# Straja dragonilor
Straja dragonilor este cea mai importantă operă a scriitorului și criticului Ion Negoițescu, printre puținele în literatura română care abordează explicit tema homosexualității. În Memoriile lui Negoițescu confesiunea este totală, șocantă, frustă, independentă de ideea unui auditoriu. Deși calcă tot soiul de tabuuri, deși descrie jocurile erotice ale copilului și adolescentului (cu fetițe, cu băieței, apoi cu colegi și mai ales cu soldați, ordonanțele tatălui ofițer, prin umbrare din grădină, în șifonier, acasă lângă pătuțul cu plasă, în șuvoiul râului, iar mai târziu în sălile de cinema), deși nu ascunde cele mai naturaliste detalii, cele două capitole din memoriile lui Negoițescu nu alunecă niciun moment în vulgaritate și obscen.
Autobiografia acoperă primii 20 de ani din viața lui Negoițescu, 1921–1941. Homosexualitatea memorialistului – expusă aici (evolutiv, pe măsură ce devine conștient de ea) fără menajamente, direct și firesc, dar și fără niciun fel de obscenitate ori ostentație – reprezintă, cu atât mai mult, o dramă și o teribilă vulnerabilitate, în contextul epocii comuniste, politic și literar opresive (viața, dar și opera lui Negoițescu sunt marcate de cenzură și de Securitate).

## Influențe
Negoițescu a avut tot timpul o mare atracție pentru genul memorialist, savurând autobiografiile lui Cellini, Rousseau (apreciat pentru "linia adevărului" pe care a instaurat-o), Casanova sau Goethe; de aceea, incipitul Strajei dragonilor, simplu și direct, cu comentarea semnificației temporale a momentului nașterii, îl imită pe acela goethean din Poezie și adevăr. Alt model al autobiografiei sale e Lichtenberg, iubit nu numai pentru candoarea cu care gânditorul german și-a evocat unele amintiri din copilărie, ci, mai ales, pentru preocuparea acestuia de a scrie o "istorie a spiritului și a mizerabilului meu trup". Cum Straja dragonilor a rămas doar în stadiul incipient, de la copilărie până la sfârșitul adolescenței, ea devine, postum, o bildungsbiografie, o autobiografie a formării lui spirituale, de la revelarea primelor produse ale inconștientului, văzut ca prag originar al psihicului său, până la cristalizarea unei conștiințe proprii prin cunoașterea de sine.